# قلعه دختر (میانه)
قلعه دختر یا قیز قالاسی مربوط به سدهٔ ۷ ه‍.ق است و در شهرستان میانه، بخش مرکزی، روستای قزل اوزن واقع شده و این اثر در تاریخ ۲۸ مرداد ۱۳۴۸ با شمارهٔ ثبت ۸۷۰ به‌عنوان یکی از آثار ملی ایران به ثبت رسیده‌است. این قلعه در دو کیلومتری پل‌دختر (میانه) در رشته کوه قافلانکوه واقع شده‌است. این قلعه به‌شکل کثیرالا ضلاع غیرمنتظم ساخته شده و به سه قسمت تقسیم می‌شود.

## تاریخچه
خانم ژان دیولافوا در صفحه ۷۲ از کتاب خود قدمت این قلعه را به زمان اردشیر یکم (هخامنشی) رسانده و هدف بنای آن را زندانی برای شاهزاده خانم شورشی ذکر کرده‌است. برخی بنای این قلعه را مربوط به قرن ۷ هجری تخمین زده‌اند. برخی دیگر بنای آن را با قدمت ۸ تا ۱۲ قرن ذکر کرده‌اند. ولی با توجه به پایه‌های ساخت قلعه و مصالح بکار برده شده تخمین به اوایل دوره ساسانیان نیز زده می‌شود.
بعضی از مورخین ساختمان بنا را به اردشیر درازدست (پسرخشایارشاه هخامنشی) نسبت می‌دهند، درحالی که در تابلویی که اخیراً از طرف سازمان میراث فرهنگی در ابتدای ورودی نصب شده، تاریخ بنای قلعه، قرن هفتم هجری، نوشته شده‌است ولی با توجه به پایه‌های ساخت قلعه و مصالح به کار برده شده تخمین به اوایل دوره ساسانیان نیز زده می‌شود. به علت سرقت یا از بین رفتن کتبیه قلعه که در سردر ورودی اصلی قلعه نصب بوده و هنوز هم جای آن پیداست، تاریخ دقیق آن مشخص نیست و در این رابطه افسانه‌های پیرامون قلعه و پل دختر، که احتمالاً این نوع نگرش ریشه در فرهنگ مردم این خطه از میهنمان دارد، حقیقت و واقعیت تاریخی آن را پوشش داده‌است.
دستور تخریب قلعه را شاه عباس صادر کرده‌است به دلیل اینکه پناهگاه راهزنانی بود که بر این کوهستان‌ها استیلا داشتند. باستان‌شناسان بزرگی در قرن‌های گذشته از میانه گذشته و این قلعه را ستوده‌اند و از اقدام شاه‌عباس در تخریب قلعه گله کرده‌اند. این قلعه از وسایل ایمنی و آب انبار برخوردار است و در آن کلیه تدابیر لازم برای زندگی طولانی در داخل این آن فراهم بوده‌است. چشم‌انداز زیبای این قلعه، مناظر چشم‌نوازی را به وجود آورده‌است.

## قلعه و پل دختر
در گویش محلی نام این قلعه قیز قالاسی به معنای قلعه دختر می‌باشد. راجع به نام قلعه روایاتی رایج است از آن جمله که دختر پادشاهی علیه پدر خویش شورش می‌کند و پد ر او را به نقطه دور تبعید و برای وی قلعه‌ای ساخته در آنجا محبوسش می‌کند. دختر شاه بامید آزادی خویش روز شماری می‌کند و چوپانی که آنطرف رود قزل‌اوزن به چوپانی مشغول بوده توجه او را جلب می‌کند و این دو عاشق هم می‌شوند و چوپان هر شب رودخانه سرد و خروشان قزل اوزن را می‌شکافت و بدیدار شاهزاده‌خانم می‌آمد و شاهزاده‌خانم برای آنکه رنج این کا ر را از چوپان رفع سازد پلی بر روی رودخانه می‌زند و چوپان اولین کسی است که از روی پل رد می‌شود و بدیدار شاهزاده‌خانم می‌آید.
همچنین روایت است بازرگانی برای در امان ماندن دختر خود از دست مغولان برای دختر خود در این منطقه قلعه می‌سازد ولی به مرور زمان و حسن روابط و پس از مرگ بازرگان دختر وی برای توسعه تجارت بازرگانان آذربایجان با دیگر کشورها این پل (پل دختر) را می‌سازد.
عقیده باستان شناسان بر این است که این قلعه مانند قلعه دخترهای دیگر توسط ایزدبانو ناهید (آناهیتا) ساخته شده‌است. پرستشگاه‌های این ایزدبانو را اغلب در بلندی‌ها می‌ساختند و حاکمان و بازرگانان و کشاورزان هرساله با هدایای نفیس عازم این پرستشگاه‌ها می‌شدند چرا که ملکه ناهید فریادرس زنان و آزادی و حریت نعمت و فراوانی آب و باران تنها کسی بوده که در اقتصاد و نبرد پشتیبان این مرز و بوم بوده‌است. این قلعه‌ها بیشتر در کنار رودخانه‌های عظیم و دریاها ساخته می‌شده‌است.
قلعه دختر یا قیزقالاسی یکی از جاذبه‌های بی‌نظیر تاریخی استان آذربایجان شرقی در شهرستان میانه است که در دو کیلومتری پلی شکسته بر روی رود قزل‌اوزن (پل‌دختر میانه) در بالای کوه قافلانکوه واقع شده‌است. یکی از شهرهای باستانی و کهن استان آذربایجان شرقی شهرستان میانه است. پیشینه و سابقه تاریخی شهرستان میانه به ده‌ها سال قبل از میلاد مسیح بازمی‌گردد و بعضی نوشته‌ها سابقه تاریخی میانه را تا ۷۲۰ سال پیش از میلاد نیز نقل می‌کنند. وجود کتیبه‌های آشوری و اورارتویی در بعضی مناطق آذربایجان و کشف آثار باستانی و مجسمه‌های سفالین در شهرستان میانه، قدمت تاریخی آن را به دوره‌های پیش از تشکیل دولت ماد می‌رساند. در کتاب‌های تاریخی و سفرنامه‌های جهانگردان نام این شهرستان را میانج ثبت کرده‌اند. یکی از آثار کهن به جای مانده از پیشینیان در این شهرستان قلعه‌ای بر فراز کوه قافلان کوه است که به آن قلعه دختر (قیزقالاسی) می‌گویند. این اثر به شماره ۸۷۰ به ثبت ملی رسیده‌است.

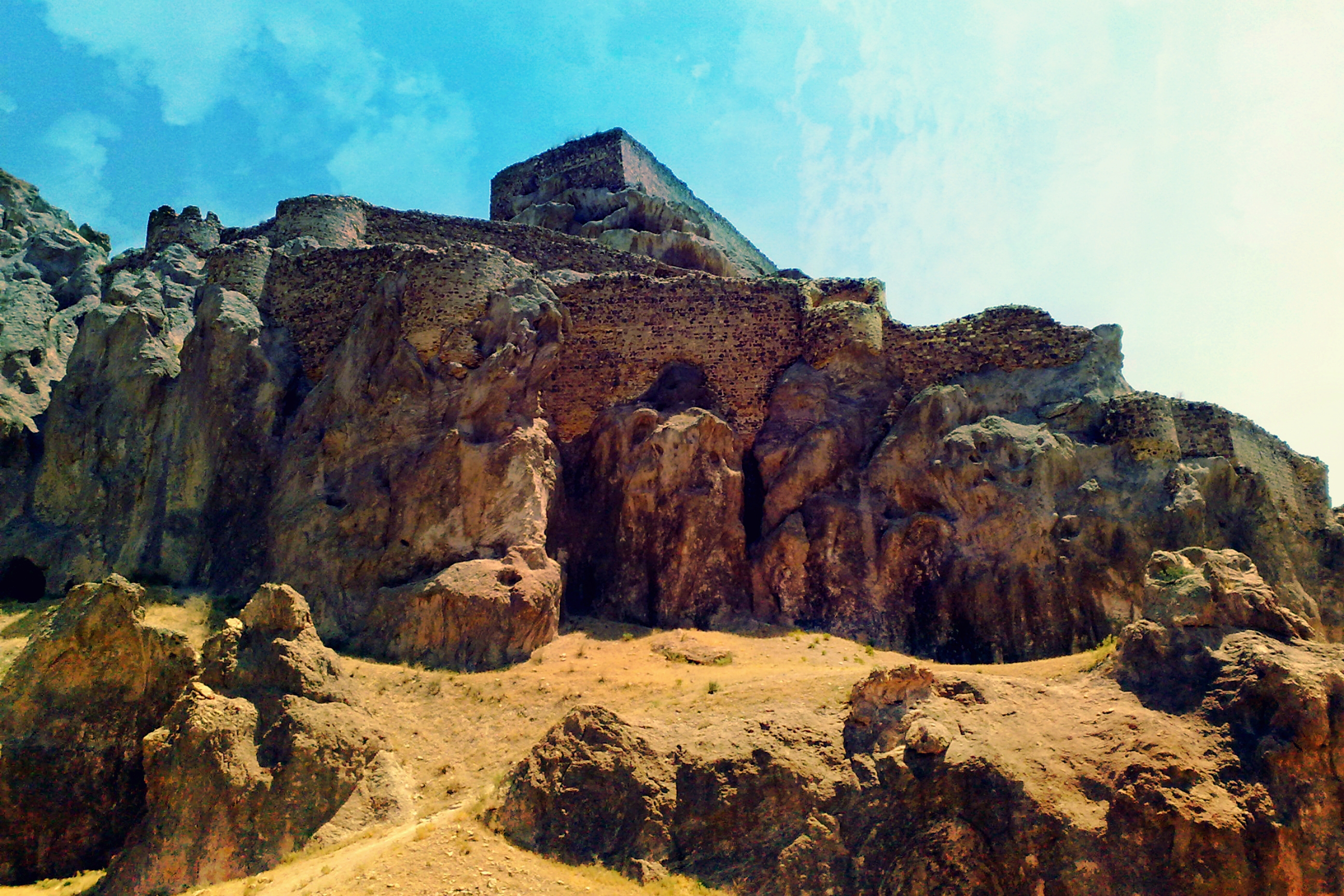
Dokhtar castle of Mianeh has been recorded in list of national opuses of Iran with register number 870.

## مکان
این قلعه در ۲ کیلومتری شمال پل دختر (۱۸ کیلومتری جنوب میانه) بر روی صخره بزرگ و قلل تیز، در بالای کوه‌های قافلانکوه که به جاده کاروان‌رو مشرف است واقع شده‌است. منطقه قلعه دختر، به علت داشتن جاذبه‌های مختلف و بی‌نظیر خود ازجمله آثار باستانی قلعه دختر و پل دختر و همچنین از ساختارهای زیبای زمین‌شناسی مانند ساختارهای تافونی، جریان شدید صخره‌های نوردی و پوست پیازی و داشتن انواعی از آگات‌ها مورد توجه ویژه قرار می‌گیرد. آب هوای مطبوع، طبیعت بسیار زیبا و در کنار آن رودخانه قزل اوزن که از کوه‌های کردستان سرچشمه می‌گیرد و دارای اهمیت گردشگری بسیار زیاد است، می‌تواند به یکی از مناطق معروف توریستی در ایران تبدیل شود.

## معماری
با توجه به آثار به‌جامانده، ظاهراً قلعه در سه طبقه ساخته شده که در اثر گذشت زمان و خرابی‌های به بار آمده، سقف‌های چوبی که هنوز هم آثار و سوراخ‌های تعبیه چوب در دیوارهای قلعه، بخصوص در قسمت کناری ورودی اصلی به‌طور مشخص دیده می‌شود، به داخل قلعه فروریخته است.
این قلعه به شکل کثیرالاضلاع غیر منظم از سه قسمت تشکیل می‌شود:
1. دیوار بیرونی که قطورتر از دیگر قسمت‌ها بوده، به‌وسیله ۲۴ برج دیدبانی از قلعه پاسداری می‌شد. ۸ برج آن بر رودخانه قزل‌اوزن مشرف است.
2. دیوار داخلی که این دیوار حافظ قسمت اصلی قلعه یا قلب قلعه بوده.
3. قسمت داخلی قلعه که محل فرماندهی دژ محسوب می‌شود

این قلعه دارای دو ورودی ۳ متری است که ورودی پایینی اصلی بوده و در بالای سر در این ورودی کتیبه‌ای روی سنگ نوشته داشته که فعلاً اثری از آن باقی نمانده‌است. ورودی دیگری نیز در بالای قلعه وجود دارد که بیشتر شبیه به یک راه فرار در مواقع اضطراری بوده‌است. باروی این قلعه ۱۴ متر است و ۱۶ یا ۲۴ برج دیده‌بانی مخروبه دارد که ۸ برج آن بر رودخانه قزل‌اوزن مشرف است. از وضع ساختمان و مصالح، ساخت این بنا را به دوره یا زمان ساختمان پل دختر نسبت می‌دهند. در میان قلعه دو منبع آب وجود دارد که آب مورد نیاز ساکنان قلعه را تأمین می‌کرده‌است. این منبع‌های آب بمانند آبگیر یا سد ساخته شده‌است. آبگیر بزرگ به ابعاد ۱۰ در ۱۵ متر به ارتفاع ۱۰ متر است که آب آن به‌وسیله برف و باران تأمین می‌شده‌است. دو ضلع آبگیر از صخره‌های طبیعی و یک ضلع آن از سنگ‌های تراشیده شده تشکیل یافته‌است. علاوه بر آن چاه‌های زیادی نیز در قسمت‌های مختلف قلعه وجود داشته که در مواقع ضروری از آب آن‌ها استفاده می‌شده‌است. دیوارهٔ جلویی آبگیر بزرگ، به ضخامت حدود یک و نیم متر از سنگ و ملات ساروج ساخته شده و قسمت بیرونی آن همانند ورودی اصلی قلعه با سنگ‌های صاف و تراشیده شده، نما داده شده‌است، به‌طوری که این دیواره علی‌رغم معماری حیرت‌انگیز با قوس‌های قسمت بیرونی که کاملاً یکدست و دقیق هستند، در ارتفاع حدود ۱۵ متری از سطح دره قرارداد. با عنایت به گنجایش و ظرفیت این آبگیر بزرگ که در احاطه بلندی‌های کوه واقع شده و تا حدودی از تابش دراز مدت خورشید و گرمای آن در طول روز در امان بوده، چنین برمی‌آید که تأمین بخش عمده آب مایحتاج ساکنین قلعه، از این آبگیر بوده‌است.

## نگارخانه

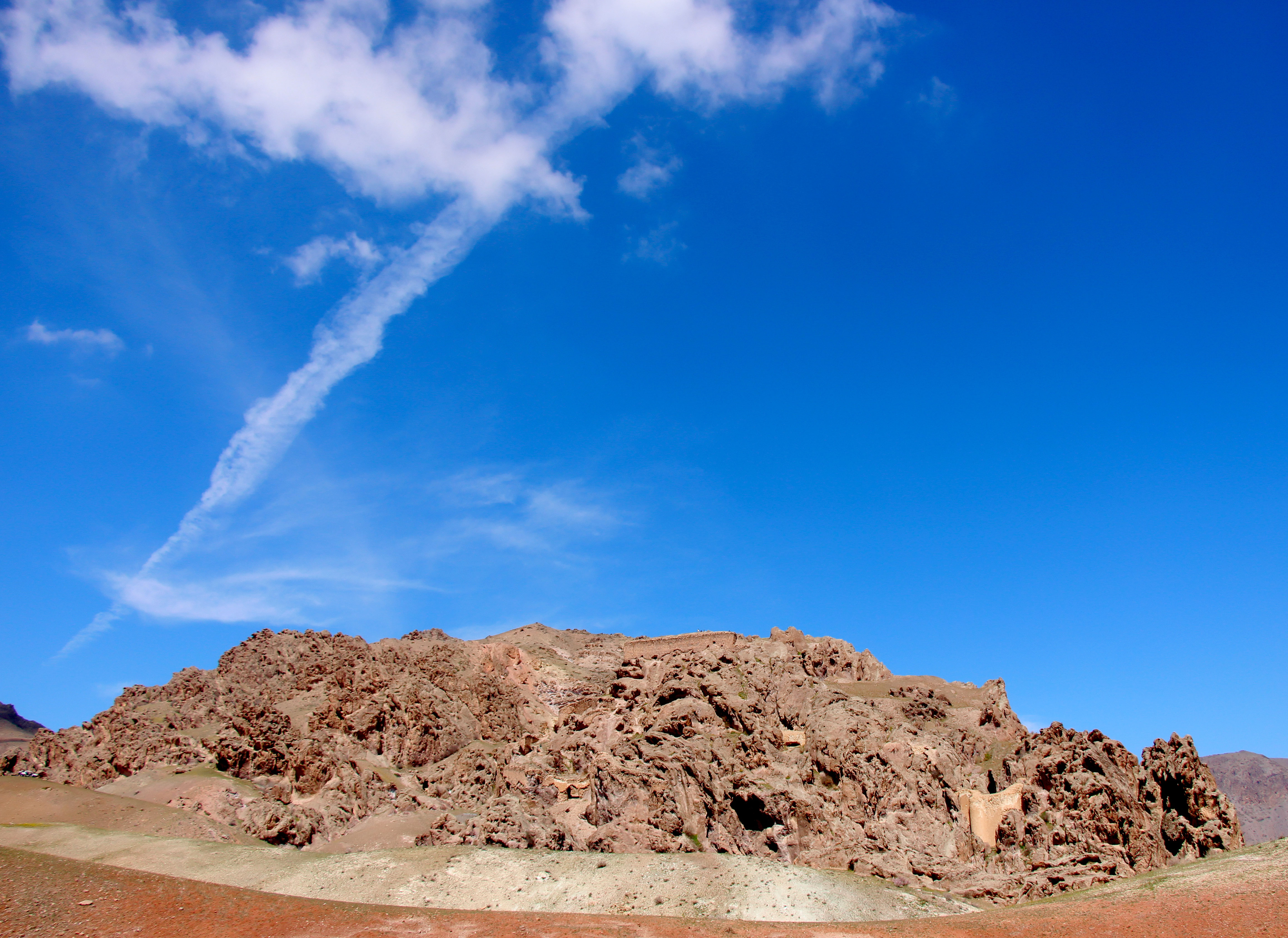
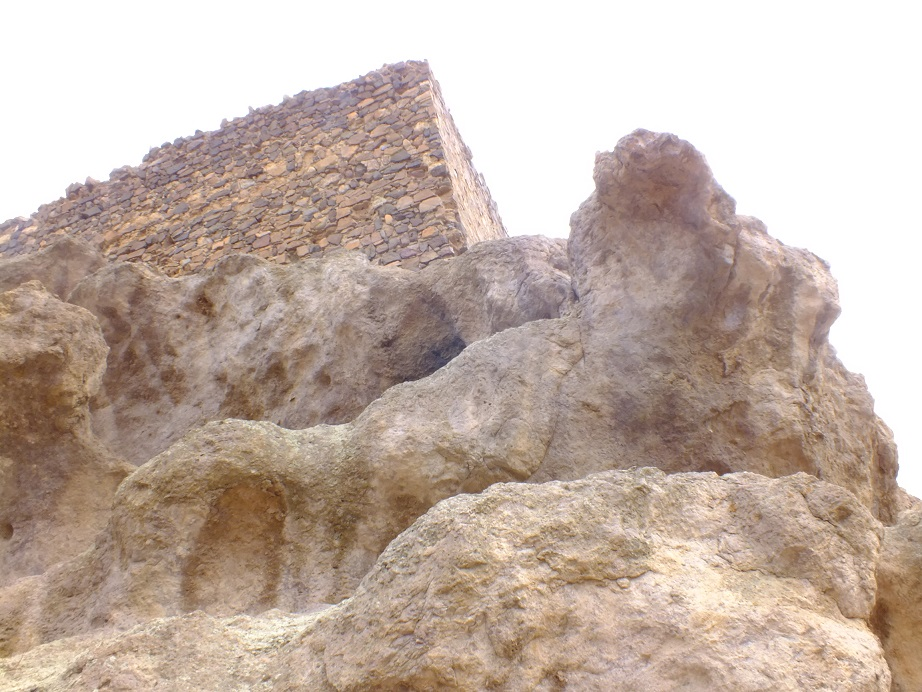
قیز قالاسی
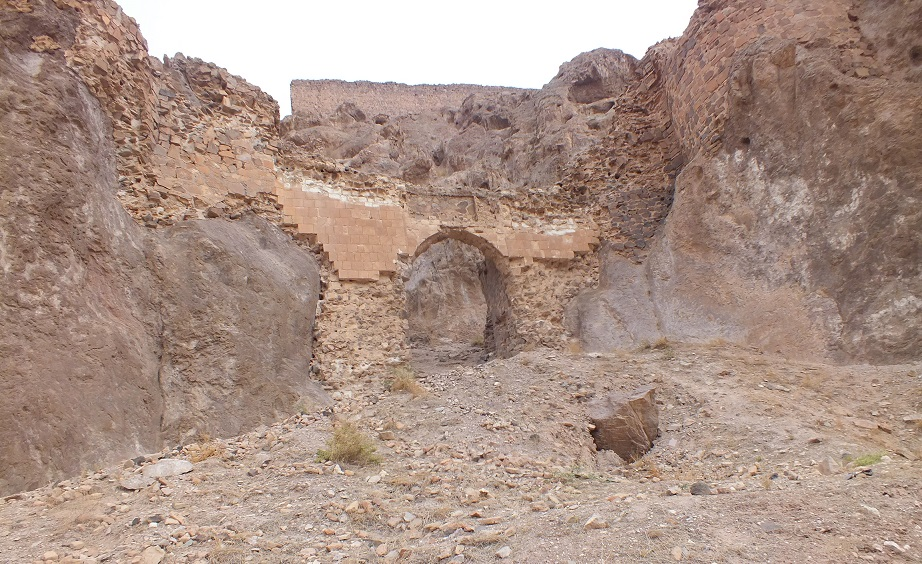
ورودی قلعه
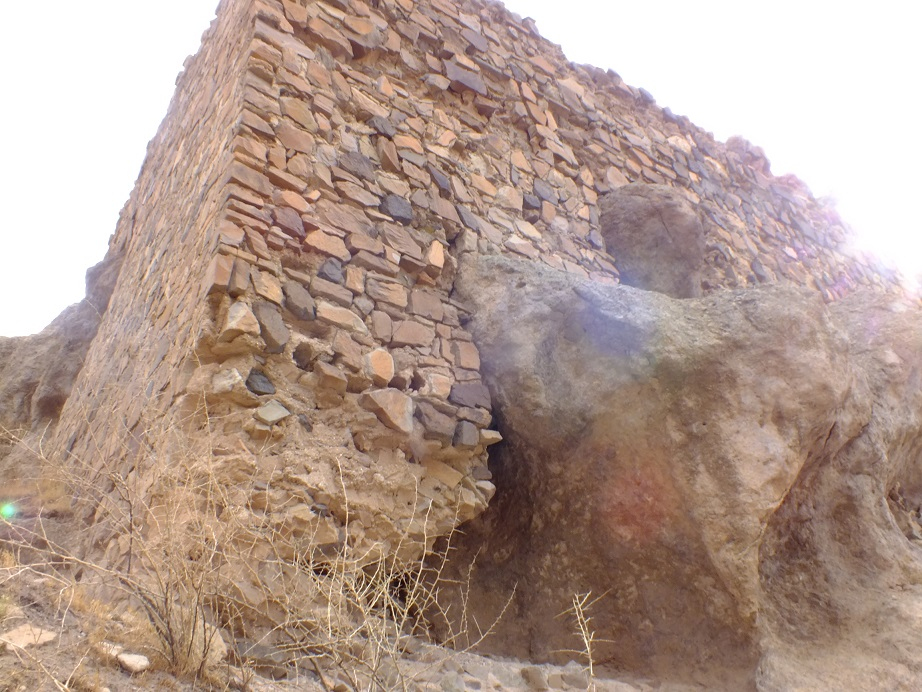
قیز قالاسی
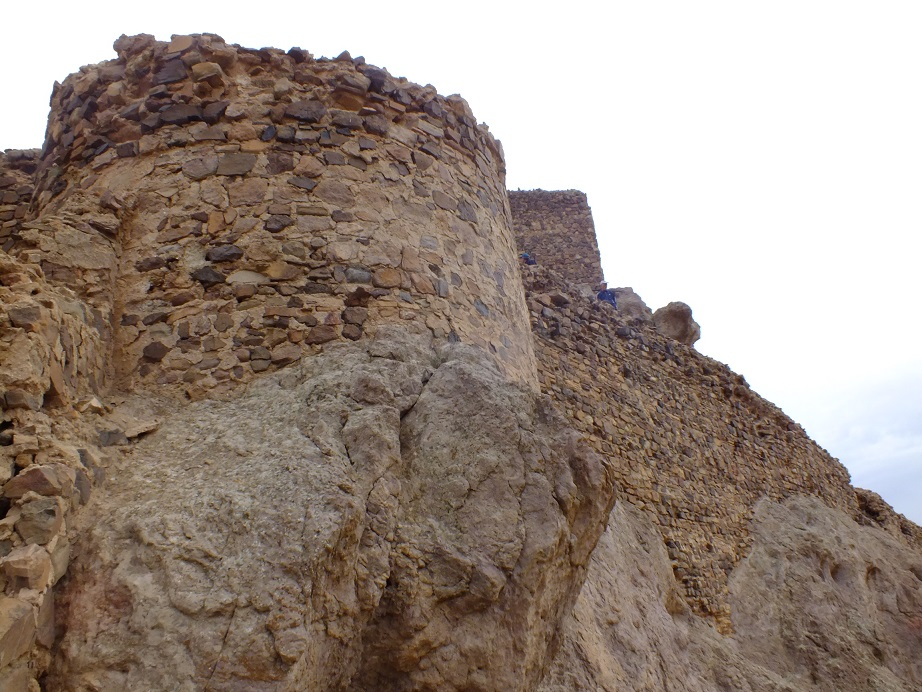
قیز قالاسی